# ユバ1世
ユバ1世（ラテン語: Ivba I, 紀元前85年頃 - 紀元前46年4月）は、ヌミディア王（在位：紀元前60年 - 紀元前46年）。ヒエムプサル2世の子。マウレタニア王ユバ2世の父。

## 生涯
父ヒエムプサル2世がグナエウス・ポンペイウスの助力によってヌミディア王の地位を手に入れたこともあって、ヒエムプサル2世及びユバ1世はポンペイウスの同盟者であった。ポンペイウスとガイウス・ユリウス・カエサルによる内戦でポンペイウス派（元老院派）に味方して、紀元前49年8月にはカエサル派のガイウス・スクリボニウス・クーリオ率いる軍をポンペイウス派と協力してバグラダス川の戦いで破り、クーリオを討ち取った。元老院派からは「ローマ国民の同盟者・友人」と呼ばれた一方、カエサル派からは「ローマの敵」と宣告された。
紀元前48年8月9日のファルサルスの戦いで元老院派が敗北して、ポンペイウスがエジプトで暗殺された後も元老院派と協力して、北アフリカ・ウティカへ侵攻したカエサル軍へ対抗した。しかし、本国ヌミディアにカエサルと手を結んだマウレタニア王ボックス2世（en）やイタリア人のプブリウス・シッティウス（fr）らによる領国侵犯が相次いだ為、総軍の半数をヌミディアへ送り、もう半分の軍で元老院派に加勢したものの、タプススの戦いで敗北を喫した。再起を図るべく逃亡したがカエサル軍の掃討作戦は厳しく、ザマ近郊でマルクス・ペトレイウスと刺し違えて自殺した。これにより、マシニッサ以来の伝統を有するヌミディア王国は断絶して、ヌミディアはローマの属州となった。
ユバ1世の死後、息子のユバ2世はローマの捕虜となったが、ローマで養育され、後にアウグストゥスによりマウレタニア王の地位を得た。ユバ2世はクレオパトラ・セレネ、カッパドキアのグラヒュラと結婚、クレオパトラ・セレネとの間にクレオパトラ、プトレマイオス、ドゥルシラの3人を儲けた。ユバ2世は学識が高かったことで有名であったが、著作は全て散逸している。